# Rehman Malik

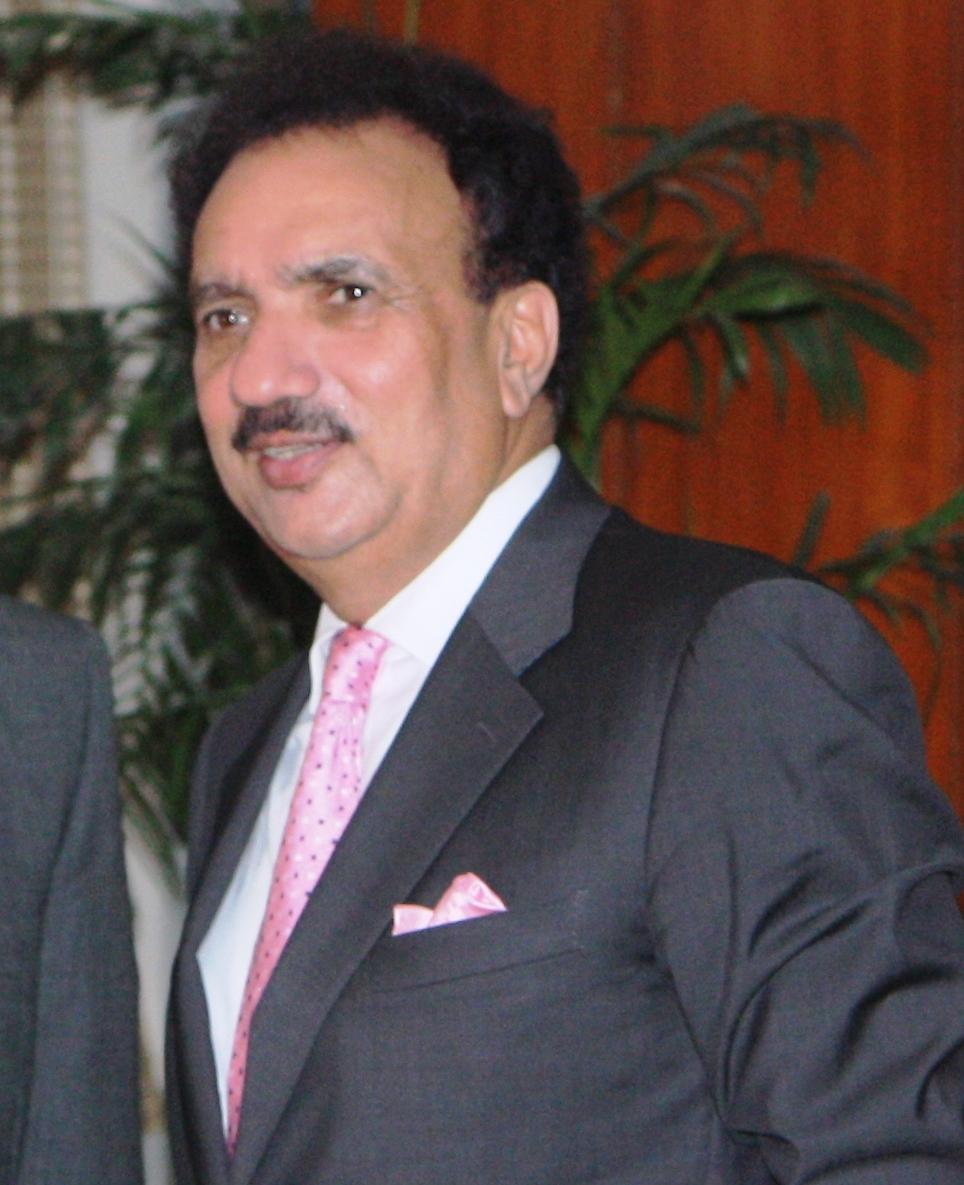
Rehman Malik (2010)

Rehman Malik, Urdu رحمان ملک, (* 12. Dezember 1951 in Sialkot, Pakistan; † 23. Februar 2022 in Islamabad) war von 2008 bis 2013 Innenminister Pakistans. Er gehörte der Pakistanischen Volkspartei (PPP) an. Sein Vorgänger war Hamid Nawaz Khan.

## Leben
Benazir Bhutto hat ihn zum Chef der Federal Investigation Agency (FIA) ernannt, die einen geheimen Krieg gegen die Taliban in Pakistan geführt hat. Er hat mit dem Mossad und RAW zusammengearbeitet.
Er bezeichnete seine Entlassung als Direktor der FIA als Racheakt.
Einer der ersten Handlungen des Präsidenten Farooq Leghari nach der Entlassung Benazir Bhuttos am 5. November 1996 war die Verhaftung Maliks.
Malik war in Versöhnungsgespräche zwischen Bhutto und Pervez Musharraf in Abu Dhabi im Juli 2007 einbezogen.
Rehman Malik war für die Sicherheit Benazir Bhuttos verantwortlich. Nach der Ermordung Benazir Bhuttos gab es viele Beschuldigungen gegen Rehman Malik. Er hat geäußert, sie sei eines Märtyrertodes gestorben. Wegen des Wesens des Amtes haben alle Kandidaten (der ehemalige Innenminister Aftab Ahmad Khan Sherpao wurde zweimal das Ziel von Selbstmordbombern) das Amt ausgeschlagen. Somit wurde Rehman Malik Innenminister.
Er starb im Alter von 70 Jahren, nachdem er seit dem 1. Februar 2022 wegen COVID-19 auf der Intensivstation einer Privatklinik in Islamabad gelegen hatte.